# Stensjön, Krokoms kommun
Stensjön (samiska: Juovejaure) är en sjö i Krokoms kommun i Jämtland och ingår i Indalsälvens huvudavrinningsområde. Sjön har en area på 0,194 kvadratkilometer och ligger 646 meter över havet. Stensjön ligger i Gråberget-Hotagsfjällen Natura 2000-område och skyddas av fågeldirektivet. Sjön avvattnas av vattendraget Ammersån.

## Delavrinningsområde
Stensjön ingår i delavrinningsområde (711981-143825) som SMHI kallar för Inloppet i Stor-Stensjön. Medelhöjden är 697 meter över havet och ytan är 8,51 kvadratkilometer. Räknas de 7 avrinningsområdena uppströms in blir den ackumulerade arean 37,03 kvadratkilometer. Ammersån som avvattnar avrinningsområdet har biflödesordning 2, vilket innebär att vattnet flödar genom totalt 2 vattendrag innan det når havet efter 305 kilometer. Avrinningsområdet består mestadels av skog (80 procent) och sankmarker (18 procent). Avrinningsområdet har 0,19 kvadratkilometer vattenytor vilket ger det en sjöprocent på 2,2 procent.